# Automolius fuligineus
Automolius fuligineus är en skalbaggsart som beskrevs av Britton 1957. Automolius fuligineus ingår i släktet Automolius och familjen Melolonthidae. Inga underarter finns listade.